# China Anne McClain
China Anne McClain (Decatur, Georgia, 1998. augusztus 25. –) amerikai színésznő és énekes. Öt évesen kezdte a színészi pályát. Sok filmben szerepelt. A Zsenipalánták című sorozatban főszerepet játszott, és kisebb szerepet is kapott a Hannah Montana, Jonas és Varázslók a Waverly helyből című sorozatokban.

## Ifjúkora
1998. augusztus 25-én született. A Georgia állambeli Decaturban nevelkedett. Apja, Michael McClain zenei producer. Édesanyja, Shontell dalszerző és korábbi forgatókönyvíró. Két nővére van, Sierra és Lauryn, akik szintén színésznők és énekesek, és van egy öccse, Gabriel.

## Filmográfia

### Filmjei
| Év   | Cím (Eredeti cím)                                           | Szerep             | Magyar hangok     | Megjegyzés   |
| ---- | ----------------------------------------------------------- | ------------------ | ----------------- | ------------ |
| 2005 | (Gospel)                                                    | Alexis             |                   |              |
| 2006 | Családi gubancok (Madea's Family Reunion)                   | Tamara             |                   |              |
| 2007 | Dennis, a komisz karácsonya (A Dennis the Menace Christmas) | Margaret           |                   |              |
| 2007 | Apu boldogsága (Daddy's Little Girls)                       | China James        | Pekár Adrienn     |              |
| 2008 | (Six Blocks Wide)                                           | 8. szomszéd        |                   | Rövidfilm    |
| 2009 | (Jack and Janet Save the Planet)                            | Janet              |                   |              |
| 2010 | (Hurricane Season)                                          | Alana Collins      |                   |              |
| 2010 | Nagyfiúk (Grown Ups)                                        | Charlotte McKenzie | Győriványi Laura  |              |
| 2013 | Nagyfiúk 2. (Grown Ups 2)                                   | Charlotte McKenzie | Győriványi Laura  |              |
| 2014 | Csináld magad szuper pasi (How to Build a Better Boy)       | Gabby Harrison     | Lamboni Anna      |              |
| 2016 | (Bilal: A New Breed of Hero)                                | Ghufaira           |                   | Szinkronhang |
| 2016 | Állati csetepata (Sheep and Wolves)                         | Lyra               |                   | Szinkronhang |
| 2017 | (Ten: Murder Island)                                        | Meg                |                   |              |
| 2017 | Utódok 2. (Descendants 2)                                   | Uma                | Csifó Dorina      |              |
| 2018 | Vértestvér (Blood Brother)                                  | Darcy              |                   |              |
| 2018 | (Under the Sea: A Descendants Short Story)                  | Uma                |                   |              |
| 2019 | Utódok 3. (Descendants 3)                                   | Uma                | Csifó Dorina      |              |
| 2020 | Hubie, a halloween hőse (Hubie Halloween)                   | Miss Taylor        | Nemes Takách Kata |              |
| 2021 | Utódok: A királyi esküvő (Descendants: The Royal Wedding)   | Uma                | Csifó Dorina      | szinkronhang |
| 2024 | Utódok: Vörös felemelkedése (Descendants: The Rise of Red)  | Uma                | Csifó Dorina      |              |

### Televíziós szerepei
| Év      | Cím (Eredeti cím)                                      | Szerep             | Megjegyzés                                                          |
| ------- | ------------------------------------------------------ | ------------------ | ------------------------------------------------------------------- |
| 2007–12 | (Tyler Perry's House of Payne)                         | Jazmine Payne      | - Főszerep (1–6. évad) - Mellékszerep (7–8. évad)                   |
| 2008    | (Jimmy Kimmel Live!)                                   | Sasha Obama        | 1 epizód                                                            |
| 2009    | Hannah Montana (Hannah Montana)                        | Isabel             | 1 epizód                                                            |
| 2009    | NCIS (NCIS)                                            | Kayla Vance        | 1 epizód                                                            |
| 2010    | Jonasék Los Angelesben (Jonas L.A.)                    | Kiara              | Mellékszerep (2. évad)                                              |
| 2011    | Varázslók a Waverly helyből (Wizards of Waverly Place) | Tina               | 2 epizód                                                            |
| 2011–14 | Zsenipalánták (A.N.T. Farm)                            | Chyna Parks        | - Főszerep - magyar hangja Kardos Lili                              |
| 2011    | (PrankStars)                                           | Önmaga             | 1 epizód                                                            |
| 2012    | (So Random!)                                           | Önmaga             | 1 epizód                                                            |
| 2012    | Dr. Plüssi (Doc McStuffins)                            | Tisha McStuffins   | - Szinkronhang - 1 epizód                                           |
| 2014    | (Sing Your Face Off)                                   | Önmaga (versenyző) | 1. évad                                                             |
| 2014    | A kísértetek órája (R. L. Stine's The Haunting Hour)   | Sam Covington      | 1 epizód                                                            |
| 2015    | Dr. Csont (Bones)                                      | Kathryn Walling    | „1 epizód                                                           |
| 2015    | Zöldségmesék a házból (VeggieTales in the House)       | Jenna Chive        | - Szinkronhang - 2 epizód                                           |
| 2015    | Utódok: Komisz világ (Descendants: Wicked World)       | Freddie Facilier   | - Szinkronhang - főszerep (1. évad) - magyar hangja Tamási Nikolett |
| 2017    | (The Night Shift)                                      | Lauren             | - Szinkronhang - 2 epizód                                           |
| 2017    | K.C., a tinikém (K.C. Undercover)                      | Sheena             | 2 epizód                                                            |
| 2018    | (The Paynes)                                           | Jazmine Payne      | mellékszerep                                                        |
| 2018-21 | Fekete Villám (Black Lightning)                        | Jennifer Pierce    | főszerep                                                            |

## Lemezei

### Albumok
| Cím                                                          | Album adatai                                                                           | Legjobb helyezés | Legjobb helyezés | Legjobb helyezés |
| Cím                                                          | Album adatai                                                                           | US               | US OST           | US Kids          |
| ------------------------------------------------------------ | -------------------------------------------------------------------------------------- | ---------------- | ---------------- | ---------------- |
| A.N.T. Farm                                                  | - Megjelent: 2011. október 11. - Formátum: CD, digitális letöltés - Kiadó: Walt Disney | 29               | 2                | 1                |
| "—" nincs róla adat, vagy nem jelent meg az adott országban. |                                                                                        |                  |                  |                  |

### Kislemezek
| Cím                                                          | Év   | Legjobb helyezés | Legjobb helyezés | Album       |
| Cím                                                          | Év   | US               | CAN              | Album       |
| ------------------------------------------------------------ | ---- | ---------------- | ---------------- | ----------- |
| "Dynamite"                                                   | 2011 | —                | —                | A.N.T. Farm |
| "Calling All the Monsters"                                   | 2011 | 86               | 89               | A.N.T. Farm |
| "—" nincs róla adat, vagy nem jelent meg az adott országban. |      |                  |                  |             |

### Videóklipek
| Év   | Dal                      | Megjegyzés                        |
| ---- | ------------------------ | --------------------------------- |
| 2011 | Dynamite                 | Premier a Disney Channel-en volt. |
| 2011 | Calling All the Monsters | Premier a Disney Channel-en volt. |

## Díjak
| Év   | Díj              | Kategória        | Munka          | Eredmény |
| ---- | ---------------- | ---------------- | -------------- | -------- |
| 2011 | Teen Icon Awards | Icon To Tomorrow | Indul a risza! | Jelölve  |

## Fordítás
- Ez a szócikk részben vagy egészben  a   China Anne McClain című angol Wikipédia-szócikk ezen változatának fordításán alapul.  Az eredeti cikk szerkesztőit annak laptörténete sorolja fel. Ez a jelzés csupán a megfogalmazás eredetét és a szerzői jogokat jelzi, nem szolgál a cikkben szereplő információk forrásmegjelöléseként.